# Perpezac-le-Noir
 Perpezac-le-Noir  là một xã thuộc tỉnh Corrèze trong vùng Nouvelle-Aquitaine miền trung Pháp.